# Episcada mira
Episcada mira är en fjärilsart som beskrevs av William Chapman Hewitson 1877. Episcada mira ingår i släktet Episcada och familjen praktfjärilar. Inga underarter finns listade i Catalogue of Life.